# نمط حياة

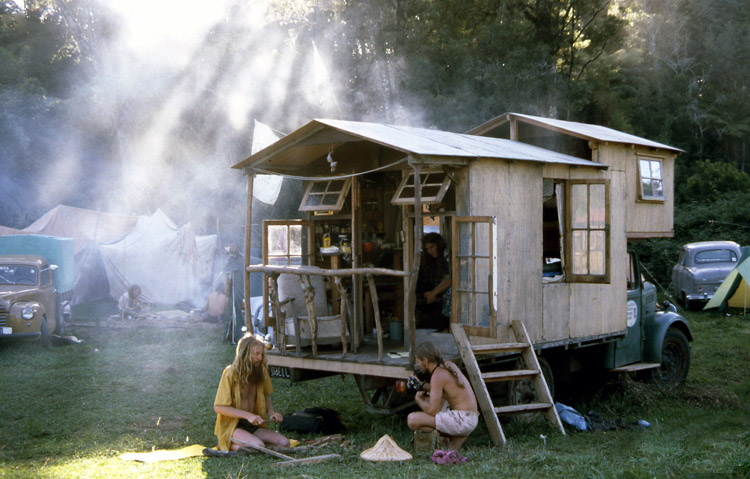

نمط الحياة ويعرف أحياناً بنمط العيش (بالإنجليزية: Lifestyle)‏ هو البيئة التي يختارها الإنسان ليعيش فيها وكيفية تعامله معها كل حسب مقدرته ووضعه في المجتمع وقناعاته الشخصية. فنمط الحياة يختلف من فرد إلى آخر. فمن يريد الحفاظ على صحته يختار نمطا من الحياة في بيئة صحية مناسبة بعيدة عن التدخين قريبة من وسائل وأماكن التمريض، ويعيش عادة في منطقة هادئة بعيدة عن الضجيج ويختار برنامجا غذائيا مناسبا. كما أن هناك رب الأسرة الذي يهتم بتنشئة أطفاله، فيهيء لهم نمط حياة يستطيعون النمو فيها بصورة صحيحة، فيختار لهم البيئة المناسبة والآمنة. والأمثلة على نمط الحياة عديدة منها الإيجابي ومنها السلبي.
يعتبر نمط الحياة انعكاسا لصورة الفرد وقيمه الذاتية والطريقة التي يرى فيها نفسه ويراه بها الآخرون. وهي نموذجا متكاملا من النشاطات سواء أكانت هواية أو نوع من أنواع الرياضة أو التسوق أو حضور المناسبات الاجتماعية، وتشمل هذه المجموعة أيضا الاهتمامات مثل الأكل أو الأزياء، ويدخل ضمنها الآراء الاجتماعية والاقتصادية والحكومية وغيرها.

## أبعاد نمط الحياة
يرتبط نمط الحياة بعدة نواحي من بينها:
- العلاقات التي نشكلها مع الآخرين، أو التي اكتسبناها من الأسرة، تؤثر فينا بعمق طوال حياتنا.
- الغرض والدور الذي نلعبه في حياتنا.
- المال الذي نملكه، وقدرتنا على التخطيط الفعال من اجل المستقبل، والتأثير على الخيارات المتاحة لنا.
- العمل الوظيفي.
- مكان العيش الذي يكون باختيارنا، أو الضرورة جعلتنا نعيش فيه.
- المجتمع وما وراءه من شبكات اجتماعية، وهياكل تؤثر على نمط حياتنا.
- الصحة هي من أهم العوامل التي تؤثر وتتأثر بنمط الحياة.
- الثقافة السائدة في مجتمعنا.
- الخبرات التي اكتسبناها من تجاربنا السابقة.

## بعض الجوانب التي تؤثر عليها نمط الحياة
- صحة المخ والقلب

هناك عدة عوامل تتعلق بنمط الحياة ويمكن التحكم بها للحفاظ على صحة المخ والقلب لدى الإنسان. مثل: ممارسة الأنشطة الذهنية كالقراءة والأنشطة الاجتماعية والتدريبات والابتعاد عن التدخين.
- معالجة بعض الأمراض

أصبح دور نمط الحياة مهما في علاج الأمراض، فمثلا عند تناول الوجبات الصحية مثل الفواكه والخضروات والبقوليات والحبوب والمشي يوميا لمدة نصف ساعة والتأمل يساعد على التخفيف من الإصابة بسرطان البروستاتا.
- السمنة

يلعب نمط الحياة الشخصي دورا مهمة في زيادة الوزن، حيث إن الجلوس لفترات طويلة، وعدم ممارسة الأنشطة الرياضية وتناول الوجبات ذات السعرات الحرارية يؤدي بشكل مباشر إلى السمنة.
- العقم

إن الانفعالات النفسية وأسلوب التغذية يمكن أن تؤثرعلى إمكانية الإنجاب لدى الزوجين.
- السلوك

ان البيئة والنمط الذي يعيش فيه الإنسان يؤثر بشكل مباشر على سلوكه. فمثلا: سكان المدن والقرى يختلفون في طريقة سلوكهم وتصرفاتهم نتيجة للمكان الذي ينمتون إليه.
- التسويق

تعد دراسة سلوك المستهلك خطوة مهمة في حياة الشركات لمعرفة وتوقع المنتجات التي سيشتريها، ومعرفة المكان والزمان المناسب لشرائها، والقيمة التي سيدفعها مقابل هذا المنتج، وأيضا تساعدهم لمعرفة الحاجة التي دفعتهم لشرائه. ومن أهم العوامل التي تؤثر على سلوك المستهلك هي الخلفية الثقافية والاجتماعية والفسيولوجية.
إن نمط الحياة يعد أحد العوامل الاجتماعية المهمة في عميلة اتخاذ قرار الشراء من قبل المستهلكين، واختياره لسلعة بدلاً عن الأخرى.ففهم نمط حياة المستهلك، يساعد على صناعة المنتج وتسويقه بما يتناسب مع رغباته واحتياجاته، وإيصال الرسالة بصورة تدفعه لشرائه وتكوين علاقة معه. فعند تسويق المنتج يؤخذ في عين الاعتبار تقسيم الفئة المستهدفة إلى فئات وإبراز اسم المنتج بما يتناسب مع هذه الفئة. ويمكن تصنيفها بناءً على نمط حياتها، رياضيون، رجال أعمال، ربات منزل وهكذا.
من هنا يعد هذا المفهوم مفهوما مهما خاصة في بيئة يزداد فيها التنافس يوماً عن يوم، وتسعى الشركات إلى تعزيز إمكانياتها، وصنع خطط أكثر نجاحاً من خلال الاستفادة من دراسة جوانب نمط الحياة وأبعادها. وتقوم الشركات المنتجة عادة بتوزيع استبيانات لمجموعة متنوعة من السلع الاستهلاكية، هذه المعلومات تقدم لمحة عامة عن العوامل الديموغرافية ونمط الحياة للمستهلكين، عندها تستطيع أن ترسم أهدافها بدقة وأن تعرف من هو المستهلك وماهي صفاته.
آن فيشمان هو رئيس أحد الشركات التسويقية في نيويورك يقول: «إن الموجة الإعلانية المقبلة يحركها المستهلك، وهذا السبب الذي يجعل تقسيم الجيل إلى مجموعات مهما جدا»، ويقول أيضاً: «إن الخصائص العامة لا تتغير، أي أن مواقفهم وأنماط حياتهم تبقى معهم طوال العمر، إذن أنت تملك الدوافع اللي تحركهم».
لقد اظهر استطلاع أجرته إحدى المجلات الأمريكية الديموغرافية، أن 63% من المراهقين يفضلون الشراء الماركات المعروفة الجودة، و 30% منهم يتجهون إلى العلامات التجارية التي تهتم بهذه الفئة، و 23% منهم تقودهم الإعلانات إلى الشراء من ماركة معينة.
نيلسن برازم "Nielsen PRIZM" هي إحدى الشركات الأمريكية التي تهتم بالجمع بين الديموغرافيا، وسلوك المستهلكين، ونمط حياتهم، والبيانات الجغرافية للمساعدة في التعرف عليهم، وفهم أهدافهم، وذلك في كل منزل في الولايات المتحدة. هذه المعلومات تستفيد منها الشركات الأخرى عندما تريد الدخول إلى السوق، لتكون هناك لغة مشتركة بينها وبين عملائها المُنتظرين لكسبهم والحفاظ عليهم. فمثلا جعلت هناك فئة خاصة بالأفراد والمتزوجين الذين يعيشون في المناطق المتحضرة، الأثرياء، والمتعلمين تعليماً عاليا والمختلطين عرقياً، عادة هذه المجتمعات تكون ممتلئة بالشقق السكنية العصرية ويهتمون بنوادي اللياقة البدنية ومحلات الملابس، ويرتادون المطاعم ويحبون القهوة والعصير. وسميت هذه الفئة بشباب الدايقيريتي"Young Digerati". وهناك فئة الطبقة المتوسطة الريفية وهي ذات نطاق واسع، ويتكونون من عائلات صغيرة يعيشون في منازل متواضعة، البعض منهم يعمل في وظيفته الخاصة، يحبون الصيد والتخييم وركوب الزوارق، وأيضا الخياطة والطبخ. وسميت هذه الفئة بقلب الأراضي “Heartlanders".
إن هذه المعلومات عن المستهلكين هي بمثابة المفتاح للدخول على عالم السوق، والبدء بوضع حجر الأساس لرسم أهداف الشركة وتطبيقها.